# Cereta
Cereta ("Sarida" in dialetto alto mantovano) è una frazione del comune di Volta Mantovana, in provincia di Mantova.
Di particolare interesse la Chiesa Parrocchiale di San Nicolò nel cui interno è presente un bell'altare in marmi policromi, opera del bresciano Vincenzo Baroncini (1736). Le statue di San Nicola di Bari, San Luigi Gonzaga, Gesù Cristo Redentore, due Angioletti, Cherubino, che ornano l'altare, sono opera di Alessandro Calegari, 1736-1740.